# Isländische Fußballmeisterschaft der Frauen 1988
Die Isländische Fußballmeisterschaft der Frauen 1988 (isländisch 1. deild kvenna) war die 17. Austragung der höchsten isländischen Spielklasse im Frauenfußball. Sie startete am 28. Mai 1988 und endete am 4. September 1988. Acht Mannschaften trafen im Doppelrundenturnier aufeinander. Valur Reykjavík gewann zum dritten Mal die isländische Meisterschaft.

## Meisterschaft
Tabelle
| Pl. | Verein          | Sp. | S  | U | N  | Tore    | Diff. | Punkte |
| --- | --------------- | --- | -- | - | -- | ------- | ----- | ------ |
| 1.  | Valur Reykjavík | 14  | 12 | 2 | 0  | 049:400 | +45   | 38     |
| 2.  | UMF Stjarnan    | 14  | 8  | 3 | 3  | 036:140 | +22   | 27     |
| 3.  | KR Reykjavík    | 14  | 8  | 3 | 3  | 032:220 | +10   | 27     |
| 4.  | ÍA Akranes      | 14  | 7  | 4 | 3  | 034:110 | +23   | 25     |
| 5.  | KA Akureyri     | 14  | 7  | 1 | 6  | 034:240 | +10   | 22     |
| 6.  | Keflavík ÍF     | 14  | 4  | 2 | 8  | 017:330 | −16   | 14     |
| 7.  | BÍ Ísafjörður   | 14  | 1  | 1 | 12 | 006:530 | −47   | 04     |
| 8.  | Fram Reykjavík  | 14  | 1  | 0 | 13 | 006:530 | −47   | 03     |

Kreuztabelle 
|                 |     | UMF Stjarnan | KR Reykjavík | ÍA Akranes | KA Akureyri | Keflavík ÍF | BÍ Ísafjörður | Fram Reykjavík |
| Valur Reykjavík |     | 2:0          | 5:1          | 3:0        | 2:1         | 4:0         | 3:0           | 10:0           |
| UMF Stjarnan    | 1:3 |              | 1:1          | 2:0        | 4:2         | 2:1         | 6:0           | 7:0            |
| KR Reykjavík    | 0:0 | 2:1          |              | 1:1        | 2:3         | 1:0         | 3:0           | 4:1            |
| ÍA Akranes      | 0:0 | 1:1          | 6:1          |            | 2:1         | 2:0         | 8:0           | 4:0            |
| KA Akureyri     | 0:2 | 0:3          | 1:3          | 2:1        |             | 2:2         | 5:1           | 1:0            |
| Keflavík ÍF     | 0:3 | 2:2          | 0:5          | 0:5        | 2:6         |             | 3:0           | 4:1            |
| BÍ Ísafjörður   | 0:5 | 0:4          | 3:5          | 0:0        | 0:6         | 0:2         |               | 2:1            |
| Fram Reykjavík  | 1:7 | 0:2          | 0:3          | 0:4        | 0:4         | 0:1         | 2:0           |                |

## Torschützenliste
| Platz | Spielerin                                      | Verein          | Tore |
| ----- | ---------------------------------------------- | --------------- | ---- |
| 1.    | Bryndís Valsdóttir                             | Valur Reykjavík | 12   |
| 2.    | Guðrún Jóna Kristjánsdóttir Helena Ólafsdóttir | KR Reykjavík    | 11   |
| 4.    | Laufey Sigurðardóttir Ragna Lóa Stefánsdóttir  | UMF Stjarnan    | 10   |
| 6.    | Inga Birna Hákonardóttir Hjördís Úlfarsdóttir  | KA Akureyri     | 9    |